# Thought Contagion
Singles de Muse
Dig Down
(2017) Something Human
(2018)
Thought Contagion est le deuxième extrait de Simulation Theory, huitième album du trio britannique Muse et 38e single de la discographie, paru le 15 février 2018. Elle est jouée pour la première fois sur scène le 24 février 2018 à la Cigale de Paris lors d’un concert promotionnel réservé aux fans du groupe.

## Histoire de la chanson
Lors d'une interview avec le DJ Stryker  de la radio californienne KROQ, fin 2017, au Almost Acoustic Christmas show, Matthew Bellamy dévoile l'avenir du groupe pour 2018. Il déclare qu'il est actuellement en train de mixer une nouvelle chanson. Il ajoute sur Twitter une date de sortie pour janvier ou février, il décrit la chanson comme un Fury II, chanson emblématique et heavy de la discographie du groupe paru en 2003.[réf. nécessaire]
L'annonce est faite au 6 février 2018 que le premier single de l'album, Thought Contagion, paraîtra le 15 février.
Le 9 février 2018, Muse & Warner Brothers Promotions postent une image promotionnelle de la chanson au look d'une affiche de cinéma rétro. On peut distinguer sur la plaque minéralogique du véhicule la date du 15 février, 02.15.[réf. nécessaire]
Le 15 février 2018, BBC Radio 1 diffuse en exclusivité à 7.30 PM GMT le single. Le groupe publie instantanément le clip vidéo sur YouTube. La vidéo est vue des centaines de milliers de fois en quelques heures.[réf. nécessaire]

## La chanson

### Thème
D'après les mots du leader, Matthew Bellamy, la chanson est une critique de la société actuelle vu par le prisme, notamment des réseaux sociaux et les dérives liées à ceux-ci, sur la violence des échanges et la contamination rapide de cette violence.

### Sonorités
Le morceau sonne très rock. Il se compose d'instruments récurrents au groupe et des mélodies très saccadées au synthétiseurs.
Une version live du morceau est présente sur le deuxième disque de l’album dans l'édition Deluxe.

## L'univers visuel

### L'artwork
Le visuel du single a été réalisé par Patrick McPheron (Interiorstate), un graphiste californien.

## La vidéo
Le clip vidéo a été réalisé par le réalisateur californien Lance Drake. Il met en scène des personnages grimés en zombies, de nuit, en pleine rues très colorées. L'aspect très rétro années 1980 du clip rappelle sensiblement le clip Thriller de Michael Jackson,, notamment par les chorégraphies finales et les personnages vampiriques.
Le clip a été vue plus d'un million de fois lors de la première journée.